# Stadio Natanya
Lo stadio Natanya (in ebraico: אצטדיון נתניה, Itztadi'on Natanya) è uno stadio di calcio della città di Natanya, Israele, ed ospita le partite casalinghe del Maccabi Natanya.
L'inaugurazione è avvenuta il 4 novembre 2012 con lo svolgimento della partita di campionato israeliano tra Maccabi Natanya e Hapoel Tel Aviv terminata con il punteggio di 2-1 per i padroni di casa.
Ha ospitato quattro incontri del Campionato europeo di calcio Under-21 2013, tra cui una semifinale.